# Huracán San Zenón de 1930
El huracán San Zenón, que azotó la República Dominicana en 1930, fue un ciclón tropical de gran intensidad y letalidad que causó estragos en las Antillas Mayores, especialmente en territorio dominicano. Se estima que el fenómeno dejó un saldo de entre 2,000 y 3,000 víctimas mortales, aunque algunos reportes indican que el número total de fallecidos ascendió a 8,000.
Este huracán fue el segundo de los tres ciclones tropicales registrados en la temporada de huracanes del Atlántico de 1930. Su formación fue detectada el 29 de agosto al este de las Antillas Menores, y alcanzó la República Dominicana con la fuerza de un huracán categoría 4 en la escala Saffir-Simpson. Posteriormente, impactó a Cuba y a los estados de Florida y Carolina del Norte en Estados Unidos, aunque con menor intensidad.

## Historia meteorológica
Se estima que el sistema se originó el 29 de agosto, aproximadamente a mitad de camino entre las Antillas Menores y las islas de Cabo Verde, aunque algunos indicios sugieren que pudo haberse formado unos días antes, más cerca de la costa africana. A medida que avanzaba hacia el oeste, el ciclón se fortaleció gradualmente, siguiendo una trayectoria predecible. Se cree que alcanzó la categoría de huracán el 31 de agosto, a unos 385 millas (620 km) al este de Guadalupe. De manera operacional, el huracán fue identificado por primera vez el 1 de septiembre, mientras atravesaba las Antillas Menores en fase de intensificación. La presencia de vientos del norte en Dominica y del sur en Barbados permitió a un observador advertir que "hay evidencias de que se acerca un huracán". Ante esta situación, se envió de inmediato un aviso de precaución desde Barbados hacia Santa Lucía. Con base en información adicional proporcionada por embarcaciones e islas cercanas, la Oficina Meteorológica Nacional emitió advertencias de tormenta para las costas del sur de Puerto Rico y La Española.
Después de pasar sobre o cerca de Dominica, el huracán ingresó al mar Caribe con vientos de 160 km/h (100 mph), lo que equivale a un huracán de categoría 2 en la escala Saffir-Simpson. El 2 de septiembre, mientras se intensificaba hasta convertirse en un huracán mayor, pasó aproximadamente a 97 km (60 millas) al suroeste de Puerto Rico. Debido a su pequeño tamaño, los vientos en la isla no alcanzaron fuerza de huracán.
El ciclón continuó su trayectoria lentamente hacia el oeste-noroeste, fortaleciéndose a medida que se acercaba a la República Dominicana. El capitán Thomas Evans, del SS Coamo de la Porto Rico Line, junto con su tripulación y pasajeros, sobrevivieron tras ser azotados por la tormenta durante siete horas y atravesar su ojo. Evans informó a The New York Times sobre la presión barométrica de 933 mbar (27.6 inHg) registrada durante el evento y describió en detalle cómo el barco estuvo a punto de volcar frente a la costa dominicana. Al llegar a San Juan el 4 de septiembre, The New York Times publicó la historia el 5 de septiembre con el titular: "Steamer Outrides Storm’s Full Fury: Caught in Vortex of Hurricane, Coamo Tilts Perilously as Gale Strips Decks".
Un barco de vapor cercano a la costa registró vientos de 240 km/h (150 mph) y proporcionó datos para estimar el radio de los vientos máximos en 13 km (8 millas). A las 18:00 UTC del 3 de septiembre, el huracán tocó tierra cerca de Santo Domingo, República Dominicana, con una presión mínima central de 933 mbar (27.6 inHg). Como continuaba intensificándose justo antes del impacto, se estima que sus vientos máximos alcanzaron los 249 km/h (155 mph), aunque es posible que haya llegado a la categoría 5. La peor parte del huracán se concentró en un área de aproximadamente 3.2 km (2 millas) de diámetro en su punto de impacto.
El terreno montañoso de La Española debilitó rápidamente el huracán y, aproximadamente 12 horas después de tocar tierra, sus vientos se redujeron a la categoría de tormenta tropical. Poco después, emergió en el Paso de los Vientos y continuó desplazándose hacia el oeste, al sur de la costa cubana.
El 6 de septiembre, la tormenta cruzó el occidente de Cuba antes de cambiar su rumbo hacia el noreste en el golfo de México, con vientos de 64 km/h (40 mph). Se fortaleció ligeramente y tocó tierra cerca de Tampa, Florida, con vientos de 72 km/h (45 mph). Mientras atravesaba el estado, se debilitó a la categoría de depresión tropical, aunque volvió a intensificarse tras ingresar al océano Atlántico occidental.
Para el 12 de septiembre, la tormenta recuperó la categoría de huracán al sureste de las Carolinas. Rozó los Outer Banks de Carolina del Norte con vientos de 110 km/h (70 mph) antes de girar hacia el este y alcanzar una segunda intensidad máxima de 160 km/h (100 mph) al norte de Bermudas. Luego comenzó a debilitarse gradualmente, degradándose nuevamente a tormenta tropical el 16 de septiembre y disipándose al día siguiente, al oeste de las Azores. Sus remanentes se fusionaron con un sistema que posteriormente afectó a las Azores e Irlanda. 

## Impacto
Se registraron vientos de entre 130 y 160 km/h (80 a 100 mph) en Dominica, con ráfagas de fuerza huracanada reportadas en varias partes de las Antillas Menores. El huracán devastó los cultivos en toda la isla y destruyó todas las embarcaciones en el puerto, causando la muerte de dos personas. Además, el fuerte oleaje afectó la costa de San Cristóbal, y un barco cercano a la isla registró una presión de 969 mbar (28.6 inHg).
En el sur de Puerto Rico, los vientos no alcanzaron fuerza de huracán, lo que resultó en daños leves a moderados en las plantaciones. La distribución de las lluvias en la isla fue inusual; la mayor acumulación se registró en Cabo Rojo, en el suroeste, con más de 150 mm (6 pulgadas), mientras que la menor cantidad fue inferior a 25 mm (1 pulgada) en una localidad del centro de la costa sur. En la costa norte, las precipitaciones superaron los 51 mm (2 pulgadas), y en el interior montañoso variaron entre 25 y 102 mm (1 a 4 pulgadas). En general, las lluvias fueron consideradas beneficiosas debido a las condiciones secas previas en la isla.
El 3 de septiembre, el huracán, de categoría 4, impactó la ciudad capital de la República Dominicana, Santo Domingo, dejando un rastro de destrucción de aproximadamente 32 km (20 millas) de ancho. Se estimó que las ráfagas de viento en la ciudad oscilaron entre 240 y 320 km/h (150 y 200 mph); un anemómetro de Pan-American Airways registró una ráfaga de 290 km/h (180 mph) antes de ser destruido por la fuerza del viento. De manera similar, otra medición en la capital registró vientos de 160 km/h (100 mph) antes de que el techo donde estaba colocado el dispositivo sufriera daños. Este huracán fue considerado uno de los más intensos en impactar el país.
Tres distritos completos de la ciudad fueron casi totalmente destruidos, y un informe de Associated Press indicó que "apenas quedó en pie el resto de un muro". En general, aproximadamente la mitad de la ciudad quedó en ruinas. Debido al pequeño tamaño del huracán, las comunidades ubicadas a 121 km (75 millas) del lugar del impacto no tenían conocimiento de la tormenta.
Las intensas lluvias provocaron el desbordamiento del río Ozama, aumentando su caudal a 24 km/h (15 mph) e impidiendo la navegación. Los daños causados por el huracán fueron estimados entre 15 y 50 millones de dólares, considerándose un desastre de gran magnitud en la región. La Cruz Roja estimó que 2,000 personas murieron en la ciudad, mientras que otras 8,000 resultaron heridas. Los historiadores calculan que el número total de fallecidos estuvo entre 2,000 y 8,000.
Se reportaron efectos menores lejos de la costa, ya que el terreno montañoso de La Española debilitó significativamente el huracán, lo que evitó un mayor número de muertes y daños graves. En las zonas montañosas, los efectos incluyeron la caída de árboles y daños en los cultivos.
En Haití, el huracán provocó fuertes ráfagas de viento y lluvias intensas, aunque no se tienen detalles exactos sobre los daños en el país. A pesar de atravesar la isla de Cuba, no se reportaron daños ni víctimas en ese territorio.
Al pasar por el estado de Florida en Estados Unidos, la tormenta ya estaba considerablemente debilitada. Durante su paso, se registró una presión mínima de 1,006 mbar (29.7 inHg) en Tampa, la más baja en el estado. Ante la amenaza del huracán, la Oficina Nacional del Clima emitió advertencias de tormenta desde Southport, Carolina del Norte, hasta los Cabos de Virginia.
Los vientos más fuertes se mantuvieron mar adentro, y solo se reportaron daños menores a lo largo de los Outer Banks. En Cape Lookout, el huracán derribó 12 edificaciones pequeñas y dañó la sede de la Guardia Costera en la ciudad. También se reportaron cortes de electricidad, lo que dejó algunas áreas de los Outer Banks incomunicadas con el exterior.

## Secuelas

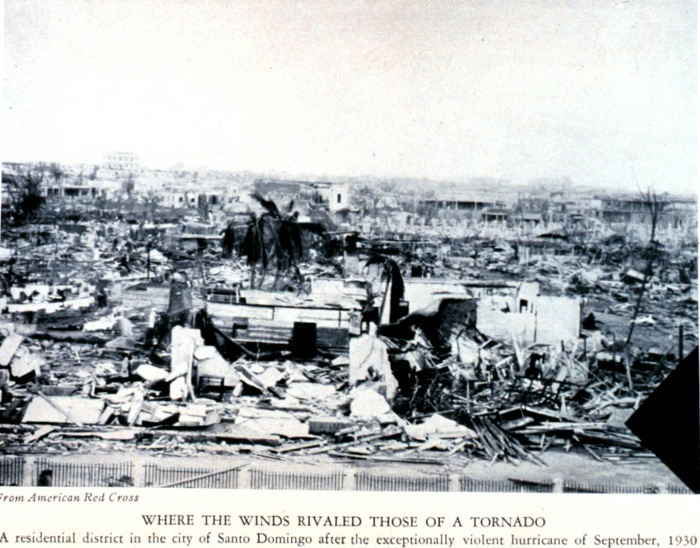
Destrucción después del huracán de 1930 en República Dominicana.

El trabajo de auxilio en la República Dominicana comenzó inmediatamente después del huracán, organizado personalmente por el entonces nuevo presidente Rafael Leónidas Trujillo. El presidente desplegó a todo el ejército del país dentro de las 24 horas posteriores al paso del huracán. Al día siguiente de su paso, la falta de alimentos se convirtió en un problema, y se produjeron grandes robos. Los vientos derribaron todas las comunicaciones dentro de la ciudad, lo que dejó desconocidos los detalles de los daños hasta que las comunicaciones se restablecieron parcialmente un día después del impacto.
La planta de la ciudad del periódico La Opinión fue destruida, y tres miembros del personal murieron; los trabajadores restantes enviaron un informe de los daños a las oficinas en la ciudad de Nueva York, e incluyeron una solicitud de asistencia por el desastre. La oficina de la Cruz Roja en Washington, D.C., envió US$15,000 (equivalentes a US$280,000 en 2024) en ayuda, un día después de que el huracán azotara.